# Лазарицкая Лука
 Лазарицкая Лука  — деревня в Парфинском районе Новгородской области в составе Федорковского сельского поселения.

## География
Находится в центральной части Новгородской области на левом берегу реки Ловать напротив районного центра поселка Парфино.

## История
На карте 1942 года здесь был отмечен поселок Сплавпункт. Позднее в деревне располагался участок Заильменской сплавной конторы по сплаву и сортировке древесины.

## Население
Численность населения: 63 человека (русские 94 %) в 2002 году, 50 в 2010.